# Памятник М. И. Калинину (Санкт-Петербург)
Памятник М. И. Калинину — скульптурный монумент в Санкт-Петербурге, установленный в 1955 году на площади Калинина. Изготовлен по проекту скульптора М. Г. Манизера, архитекторов А. К. Барутчева и Я. О. Рубанчика. Памятник посвящён советскому государственному и партийному деятелю, «всесоюзному старосте» М. И. Калинину. Монумент имеет статус памятника монументального искусства федерального значения.

## История
После смерти М. И. Калинина постановлением Совета Министров СССР от 30 июня 1946 года «Об увековечении памяти Михаила Ивановича Калинина» было предписано «соорудить памятник М. И. Калинину в Москве, Ленинграде и Калинине». Согласно этому постановлению был устроен закрытый конкурс. Проекты памятника для Ленинграда разрабатывали М. Г. Манизер, В. Я. Боголюбов и В. Б. Пинчук. В марте 1948 года художественно-экспертный совет Комитета по делам искусств при Совете Министров СССР утвердил проект М. Г. Манизера для установки в Ленинграде. М. Г. Манизер лично знал М. И. Калинина и выполнил два его скульптурных портрета с натуры. Скульптор так говорил о своём произведении: «М. И. Калинин — крупнейший государственный деятель… стойкий большевик, неутомимый пропагандист идей коммунизма, обаятельнейший человек в жизни. Отсюда главное, к чему я стремился, — это суметь передать твердость и решимость государственного деятеля в сочетании с безграничным душевным обаянием». Архитектурной частью монумента занимались А. К. Барутчев и Я. О. Рубанчик.
Бронзовая скульптура была отлита в 1950 году на заводе «Монументскульптура». Гранит для постамента был привезён с острова Путсаари и обработан на заводе «Красная Заря». Незадолго до установки памятника площадь на пересечении Кондратьевского и Полюстровского была благоустроена и получила имя Калинина. Торжественное открытие памятника состоялось 20 ноября 1955 года.
М. И. Калинин представлен произносящим речь. В левой руке у него сложенный лист бумаги, ей он опирается на небольшую трибуну с наброшенной на неё тканью. Прямоугольный постамент из полированного розового гранита опоясан бронзовой гирляндой с дубовыми листьями. Постамент покоится на ступенчатом стилобате. Высота скульптуры — 5 м, высота постамента — 4,5 м.